# Meitar (IDF)
Meitar (hebräisch מיתר)/Moran ist eine  Eliteeinheit der israelischen Streitkräfte für spezielle Operationen mit ferngelenkten Waffen. Sie gehört zur Artillerie der israelischen Landstreitkräfte und ist eine Sayeret-Einheit (Hebrew: סיירת, pl.: sayarot), eine Aufklärungseinheit (teilweise auch als Spezialeinheit bezeichnet).
Über die Meitar ist wenig bekannt. 2011 wurden Informationen über ihr Hauptwaffensystem, der ferngelenkten Rakete Tamuz freigegeben. Diese Waffe wurde ausschließlich durch die Meitar eingesetzt.
Die Tamuz wird von einem Meitar-Schwadron häufig auf einem mobilen Werfer eingesetzt. Eine solche mobile Einheit besteht aus einem vier Mann starken Team: einem APC Kommander; einem Fahrer und zwei Navigatoren. Die Ausbildung auf dem System beträgt fast zwölf Monate, welche einen 85 km langen Marsch beinhaltet, um die physische Kondition und die Navigationsfähigkeiten der Artilleristen zu testen.